# Austrocarabodes latissimus
Austrocarabodes latissimus är en kvalsterart som beskrevs av Sandór Mahunka 2000. Austrocarabodes latissimus ingår i släktet Austrocarabodes och familjen Carabodidae. Inga underarter finns listade.